# مقبرة 29
مقبرة 29 هي مقبرة مصرية قديمة في وادي الملوك، في جبانة طيبة بـمصر. تقع بالقرب من مقابر الأسرة الثامنة عشرة المتوسطة، مثل مقبرة تي عا (مقبرة 32)، تحتمس الثاني أو ميريت رع حتشبسوت (مقبرة 42)، وتحتمس الثالث (مقبرة 34). كانت المقبرة معروفة منذ ثلاثينيات القرن التاسع عشر وأعطيت الرقم KV29 في عام 1899 ولكن لا توجد سجلات لعملية تنقيب سابقة على تل تلك الفترة. تم رسم مخطط بئر المدخل من قبل مشروع خريطة طيبة في تسعينيات القرن الماضي. تم التنقيب عن المقبرة لأول مرة من قبل مشروع وادي الملوك بجامعة بازل في عام 2011. استمر التنقيب في عام 2016 ولكن باقي المقبرة مليء بالأنقاض وتصميمها غير معروف.

## الموقع والاستكشاف
تقع المقبرة في وادٍ صغير يؤدي إلى مقبرة تحتمس الثالث (مقبرة 34) وهي قريبة من مقابر أخرى من نفس الفترة، بما في ذلك مقبرة والدة تحتمس الرابع تي عا (مقبرة 32) ومقبرة 42. وبالنظر إلى قربها من هذه المقابر، يُعتقد أنها تعود إلى منتصف الأسرة الثامنة عشرة. تصميمها بسيط ويتكون من بئر عمودي وغرفة واحدة.
كانت مقبرة 29 معروفة منذ ثلاثينيات القرن التاسع عشر، عندما أشار إلى موقعها عالم المصريات المبكر جيمس بيرتون وجون جاردينر ويلكينسون. وذُكرت مرة أخرى في ثمانينيات القرن التاسع عشر من قبل يوجين لوفيبور وأعطيت رقماً في عام 1899. وفي تسعينيات القرن الماضي تم تخطيط البئر من قبل مشروع خريطة طيبة.

## الحفريات
بدأ التنقيب عن البئر في يناير 2011؛ نصف العمق كان يحتوي على أنقاض من فيضان 1994 وأنقاض حديثة من الستينيات فصاعدًا. واحتوى باقي البئر على "ملء نظيف" تم غسله أثناء الفيضانات السابقة. وتكونت آخر 3 متر (9.8 قدم) من الأنقاض في البئر البالغ عمقها 9 متر (30 قدم) من رقائق الحجر الجيري المعبأة بإحكام؛ وتم استخراج قطع من الخزف وقطع من جرة من الألباستر من هذه الطبقة. تم تغطية البئر بباب حديدي في ختام موسم 2011.
استؤنف التنقيب في عام 2016. ووجد أن البئر يفتح باتجاه الغرب على غرفة، وهي أيضًا مليئة بالأنقاض. تم التحقق من مدى الغرفة باستخدام كاميرا تلسكوبية وكشافات. التصميم المعماري للغرفة غير معروف، حيث إنها مليئة بالأنقاض لدرجة أن أي مداخل محتملة للغرف الجانبية مغمورة.

## روابط خارجية
- مشروع خريطة طيبة: KV29 - يشمل خرائط مفصلة لمعظم المقابر.
- تقارير الحفريات التمهيدية لمشروع وادي الملوك بجامعة بازل